# Jeronim Lipovčić
Jeronim Lipovčić (magyarosan Lipovcsich Jeromos, latinul Hieronymus Lipovcic / Lipovcsevich) (Pozsega (Szlavónia), 1716. október 28. – Pozsega, 1766. november 30.) ferences rendi szerzetes.

## Élete
Baján két évig bölcseletet és Budán tízig teológiát tanított; jubilaris lector és provincialis-helyettes volt.

## Munkái
- Dussu Csuvaiuche Pohogjenje ... Budae, 1750. (Biró Márton, A szent háromság dicséretéről szóló beszéde illyrül).
- Conclusiones theologicae. Budae, 1753.
- Ordo confusus, seu conclusiones theologicae de peccatis, virtutibus moralibus, & legibus ad mentem doctoris subtilis Joanis Duns-Scoti expositae. Uo. 1753.
- Praerogativae III-ii Ordinis s. Francisci. Budae, 1769. (Pavich Imre adta ki).

Ezeken kívül még több egyházi és imakönyvet adott ki szerbhorvát nyelven, ilyenek:
- Nacin slaviti prisveto Trojstvo ... (A szent Háromság tisztelete).
- Stazica nebeska ... (Égi út.)